# Ramona Casimiro
Ramona Ewa Cossengue Casimiro (ur. 14 września 1992 w Poznaniu) – polska koszykarka występująca na pozycji rozgrywającej.

## Osiągnięcia
Stan na 28 marca 2023, na podstawie, o ile nie zaznaczono inaczej.

### Drużynowe
Młodzieżowe
- Mistrzyni Polski:
  - juniorek starszych (2011, 2012)[2]
  - kadetek (2008)[3]

### Indywidualne
- MVP mistrzostw Polski:
  - juniorek starszych (2011)
  - kadetek (2008)

### Reprezentacja
- Uczestniczka mistrzostw Europy:
  - U–20 (2012 – 10. miejsce)
  - U–18 (2009 – 12. miejsce)
  - U–16 (2008 – 6. miejsce)